# Bischkek
Bischkek [biʃˈkʲek] (kirgisisch / russisch Бишкек, bis 1991 Frunse, zuvor Pischpek) ist die Hauptstadt und zugleich der politische, wirtschaftliche und kulturelle Mittelpunkt Kirgisistans. Die Stadt ist aus einer Karawanenstation an der Seidenstraße hervorgegangen und erlebte seit ihrem Bestehen mehrere Umbenennungen. So wurde die russische Festung Pischpek (Пишпек) 1878 zuerst namensgebend, von 1926 bis 1991 hieß die Stadt nach Michail Wassiljewitsch Frunse. Nach der Volkszählung 2022 hatte die Stadt 1.137.882 Einwohner und ist damit die einwohnerreichste Stadt des Landes.

## Geographie

### Ortslage und Stadtbild
Bischkek liegt 800 m über dem Meeresspiegel am nördlichen Rand des bis zu 4875 m hohen Kirgisischen Gebirges, eines westlichen Teils des Tien-Schan-Gebirges, welches der Stadt eine imposante Kulisse gibt. Nordwestlich der Stadt zieht sich eine gewellte Steppenlandschaft bis ins nahe Kasachstan.
Der Tschüi durchfließt diese Gegend etwas nördlich der Stadt und ist Namensgeber des Bischkek umgebenden Verwaltungsbezirks. Durch Bischkek selbst fließen in Süd-Nord-Richtung die Tschüi-Zuflüsse Ala-Artscha und Alamüdün, die aus beeindruckenden Gebirgstälern kommen. In Ost-West-Richtung verläuft durch die Stadt der Große Tschüikanal (russisch Большой Чуйский Канал). Der Ala-Artscha-Nationalpark liegt ungefähr 40 km (45 Min. Anreise) südlich der Stadt im Kirgisischen Gebirge. Er bietet eine eindrucksvolle alpine Berglandschaft und schöne Wanderwege.
Das Stadtbild von Bischkek weist ein meistens rechtwinkliges Netz von teils sehr breiten Straßen auf und hat viele Merkmale einer geplanten sowjetischen Stadt. Der Panfilow-Park liegt im Stadtzentrum. Er grenzt im Süden an das Parlamentsgebäude, im Osten an den Ala-Too-Platz und im Westen an das Dölön-Ömürsakow-Stadion. Östlich des Ala-Too-Platzes erstreckt sich der Eichenpark, in dem sich das russische Dramentheater, die Nationalbibliothek, der Zirkus und die Staatsoper befinden. Der Osch-Basar liegt im Westen, der Alamüdün-Basar im Osten und der Dordoi-Basar liegt im Norden der Stadt.

### Klima
|                       | Jan  | Feb  | Mär  | Apr  | Mai  | Jun  | Jul  | Aug  | Sep  | Okt  | Nov  | Dez  |   |      |
| Mittl. Tagesmax. (°C) | 2,7  | 3,3  | 10,1 | 18,1 | 23,1 | 28,4 | 31,4 | 29,9 | 24,8 | 17,1 | 10,1 | 4,8  | ⌀ | 17   |
| Mittl. Tagesmin. (°C) | −8,6 | −7,3 | −0,3 | 6,3  | 10,9 | 15,1 | 17,5 | 15,7 | 10,6 | 4,5  | −1,1 | −5,4 | ⌀ | 4,9  |
|                       |      |      |      |      |      |      |      |      |      |      |      |      |   |      |
| Niederschlag (mm)     | 26   | 31   | 47   | 76   | 64   | 35   | 19   | 12   | 17   | 43   | 44   | 28   | Σ | 442  |
|                       |      |      |      |      |      |      |      |      |      |      |      |      |   |      |
| Sonnenstunden (h/d)   | 4,4  | 4,5  | 4,9  | 6,5  | 8,4  | 10,2 | 10,7 | 10,2 | 8,8  | 6,3  | 4,8  | 3,7  | ⌀ | 7    |
|                       |      |      |      |      |      |      |      |      |      |      |      |      |   |      |
| Regentage (d)         | 6,2  | 6,4  | 8,5  | 8,8  | 7,9  | 4,4  | 3,2  | 2,2  | 2,7  | 5,8  | 6,5  | 5,6  | Σ | 68,2 |
|                       |      |      |      |      |      |      |      |      |      |      |      |      |   |      |
| Luftfeuchtigkeit (%)  | 76   | 77   | 75   | 63   | 60   | 49   | 42   | 40   | 46   | 63   | 74   | 77   | ⌀ | 61,8 |

| −8,6 |

| −7,3 |

| −0,3 |

| 6,3 |

| 10,9 |

| 15,1 |

| 17,5 |

| 15,7 |

| 10,6 |

| 4,5 |

| −1,1 |

| −5,4 |

| −8,6 |

| −7,3 |

| −0,3 |

| 6,3 |

| 10,9 |

| 15,1 |

| 17,5 |

| 15,7 |

| 10,6 |

| 4,5 |

| −1,1 |

| −5,4 |

## Geschichte

Frunse-Statue vor dem Bahnhof von Bischkek

Auf Kirgisisch bezeichnet bischkek oder pischpek ein Gefäß für die Zubereitung von Kumys, fermentierter Stutenmilch. Es gibt zahlreiche Legenden, die versuchen, einen Zusammenhang zwischen der Stadt und einem solchen Gefäß herzustellen. Wissenschaftlichere Erklärungen meinen, dass der Name durch eine volksetymologische Deutung eines alten Wortes für Ort unterhalb der Berge entstanden ist.

### Entstehung
Im 6. bis 7. Jahrhundert entstand eine Stadt namens Dschul, ein Handelsposten entlang der Seidenstraße. Sie gilt als erster Vorläufer Bischkeks. Die Stadt war 6 Hektar groß und hatte 10 Meter hohe Mauern. Nach dem Mongolensturm ging diese Stadt jedoch zugrunde. Das Gebiet wurde von Nomaden besiedelt. 1825 ließ der usbekische Khan von Kokand hier die Lehmfestung Pischpek erbauen, die aber bereits 1862 von russischen Truppen im Zuge der russischen Eroberung Zentralasiens eingenommen und zerstört wurde. Die von den Russen an der gleichen Stelle gegründete Garnison wuchs durch den Zuzug russischer Bauern, denen hier fruchtbarer Schwarzerdeboden zur Verfügung gestellt wurde, schnell an. 1878 wurde eine Stadt mit dem Namen Pischpek gegründet. Dieses Datum gilt als Gründungsjahr Bischkeks, obwohl einige Historiker es für falsch halten, da Vorläufer schon vorher existierten. Pischpek löste Tokmak als Verwaltungszentrum von Semiretschje ab, da Pischpek günstiger an vier Fernstraßen lag. Auch eine Überschwemmung in Tokmak sorgte für eine Beschleunigung des Wachstums. Pischpek wurde als Planstadt angelegt, mit breiten Boulevards und einem schachbrettartigen Straßennetz. Der Bürgermeister legte besonderen Wert auf die Begrünung der Stadt, beispielsweise wurde jeder Bürger verpflichtet, mindestens 25 Bäume zu pflanzen. Damals entstand auch der Eichenpark. Während des Basmatschi-Aufstands blieb Bischkek weitgehend verschont.

### Sowjetunion
1926 wurde sie Hauptstadt der neu gebildeten Kirgisischen ASSR und gleichzeitig in Frunse (russisch Фрунзе) umbenannt – nach Michail Wassiljewitsch Frunse, einem engen Vertrauten Lenins, der in Bischkek geboren war und während der Revolutionen von 1905 und 1917 und im Russischen Bürgerkrieg in den 1920er Jahren eine entscheidende Rolle gespielt hatte. Der wirtschaftliche Aufbau der Region wurde von der Interhelpo gefördert. Bischkek war zu Sowjetzeiten das Zentrum der kirgisischen Literatur, des Films und der bildenden Kunst und entwickelte sich in ihrer Zeit auch zum Zentrum der Wirtschaft Kirgisistans.
Während der Sowjetzeit gab es in der Stadt und in ihrem Umfeld eine beträchtliche Konzentration industrieller Großbetriebe, von denen heute die meisten entweder geschlossen sind oder nur noch eingeschränkt produzieren. Bischkek beherbergte auch eine wichtige sowjetische Kampfpilotenschule; einer ihrer Absolventen war der spätere ägyptische Präsident Hosni Mubarak.
Zum Ende der Sowjetunion formierte sich eine Landbesetzerbewegung im Gebiet um Frunse. Sie behauptete, Russen würden bei der Wohnungsauswahl bevorzugt und sahen die Kirgisen in allen Bereichen gegenüber Usbeken und Russen als benachteiligt an.

### Unabhängigkeit
Während der Auflösung der Sowjetunion erklärte Kirgisistan am 31. August 1991 seine Unabhängigkeit als Kirgisische Republik, und die Stadt erhielt wieder ihren kirgisischen Namen in der Form Bischkek. Nach dem Ende der UdSSR wurden die regionalen Disparitäten größer und Bischkek übte eine enorme Anziehungskraft auf die Landbewohner aus, die bis heute anhält.

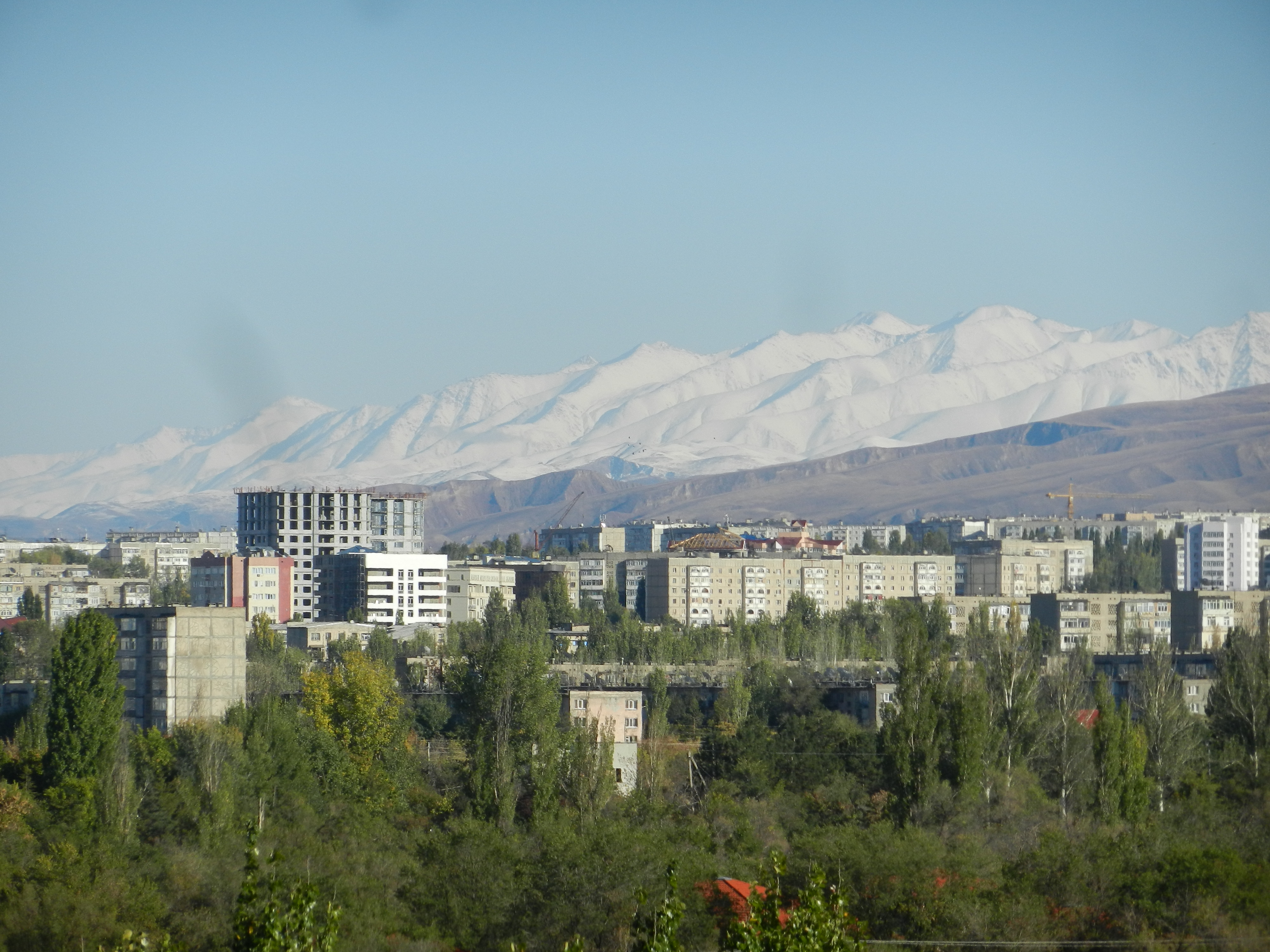
Blick auf Bischkek

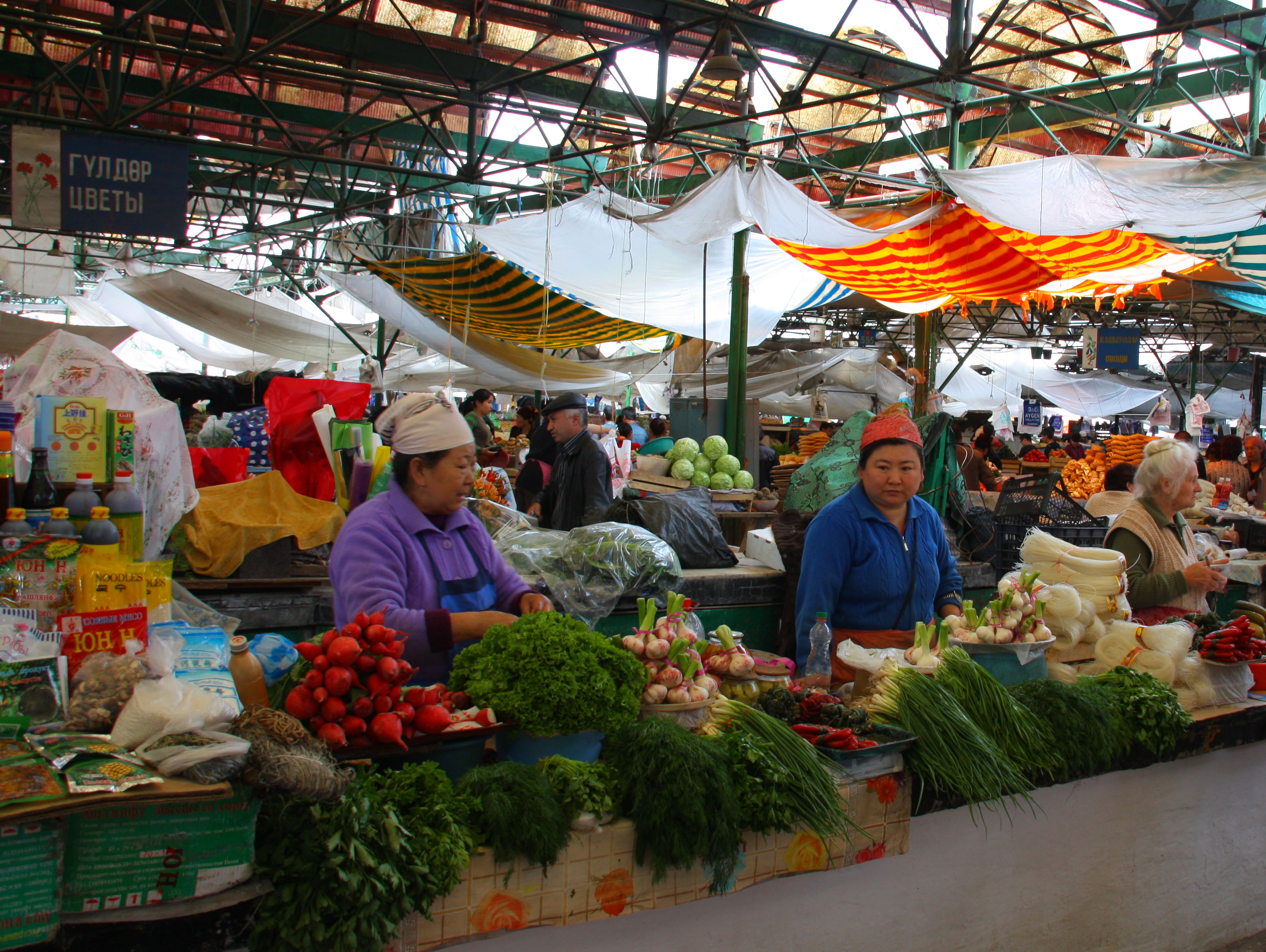
Der Osch-Basar

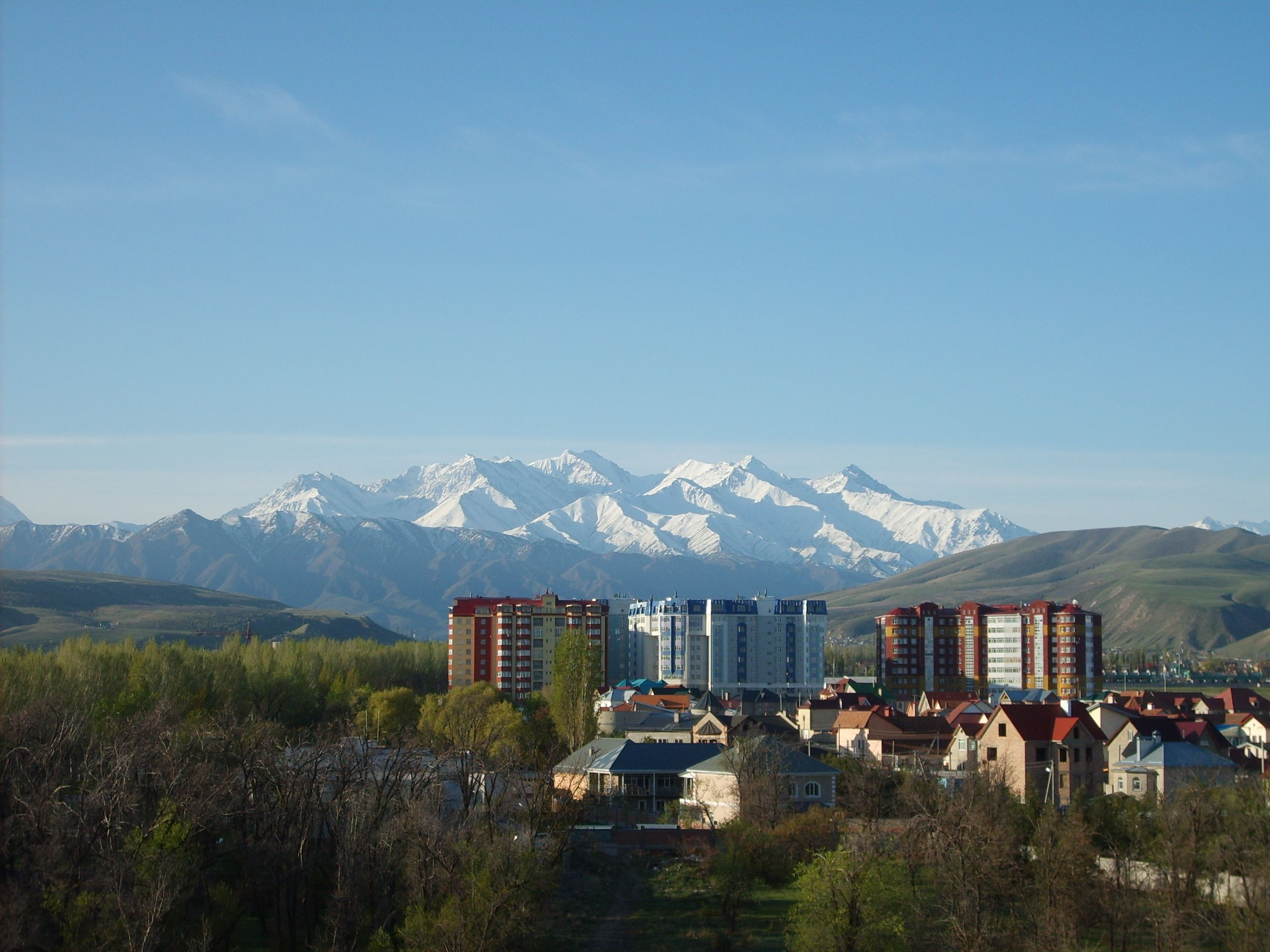
Bischkek – Blick auf das Gebirge

Bischkek entwickelte sich zu einer modernen Stadt in Zentralasien, mit Restaurants und Cafés und dichtem Straßenverkehr, in dem Gebrauchtwagen aus Westeuropa und Überbleibsel aus sowjetischer Produktion unterwegs sind. Planmäßig im Schachbrettformat ausgelegt, ist es eine Stadt mit breiten Boulevards, marmorverkleideten öffentlichen Gebäuden und massigen Wohnblocks in typisch sowjetischer Bauart. Aufgrund seiner kurzen Geschichte hat Bischkek keine historischen Bauwerke. Fast alle Straßen in der Kernstadt sind beidseitig von Bewässerungskanälen flankiert, welche die zahllosen Bäume bewässern, die im heißen Sommer Schatten spenden und dem ansonsten recht farblosen Stadtbild zumindest im Sommer einen lebendig-fröhlichen Charakter geben. In letzter Zeit wurden viele kommerzielle Neubauten hochgezogen.
Im Jahr 2002 erlangten die USA für eine beträchtliche jährliche Pacht das Recht, eine Luftwaffenbasis auf dem nahegelegenen internationalen Flughafen Manas anzulegen, um von dort aus ihre Operationen in Afghanistan zu unterstützen. Russland folgte diesem Beispiel und errichtete 2003 eine eigene Luftbasis auf dem Militärflugfeld in der etwa 40 km entfernten Stadt Kant. Die amerikanische Basis wurde im Juni 2014 geschlossen. Im Jahr 2010 war Bischkek Zentrum der Proteste gegen den damaligen Präsidenten Bakijew, die schließlich zum Regierungswechsel in Kirgisistan führten. Im Zuge der politischen Umwälzungen wurde auch der damalige Bürgermeister der Stadt, Nariman Tülejew, abgesetzt.

## Politik
Bischkek ist Sitz des Parlaments (Legislative), der Regierung (Exekutive) und des obersten Gerichtshofs (Judikative). Außerdem ist es Verwaltungssitz des Oblus Tschüi, obwohl es nicht Teil davon ist.
Die Stadt ist in 4 Rajone aufgeteilt: Den Rajon Lenin (Lenin-Bezirk), den Rajon Birintschi Mai (Bezirk des 1. Mai), den Rajon Oktjabr (Bezirk Oktober) und den Rajon Swerdlow (Bezirk Swerdlow). Bischkek ist keiner Oblast oder Rajon unterstellt, ihre Aufgaben werden von der Stadt- bzw. von der Rajonregierung übernommen.
Die Siedlung städtischen Typs Tschongaryk und das Dorf Ortosai werden von der Stadt Bischkek verwaltet.
| Rajon          | Bevölkerung 2009 |
| -------------- | ---------------- |
| Swerdlow       | 214.100          |
| Oktjabr        | 238.329          |
| Lenin          | 198.019          |
| Birintschi-Mai | 171.467          |

### Bürgermeister
| Name                              | Amtszeit                            | Quelle |
| --------------------------------- | ----------------------------------- | ------ |
| Akmabet Nanajew                   | 1990–91                             | [ 6 ]  |
| Abdybek Sutalinow                 | 1991–92                             | [ 6 ]  |
| Omurbek Abakirow                  | 1992–93                             | [ 6 ]  |
| Dschumabek Ibraimow               | Januar 1993 – Januar 1995           | [ 6 ]  |
| Boris Silajew                     | Februar 1995 – April 1998           | [ 6 ]  |
| Felix Kulow                       | April 1998 – April 1999             | [ 6 ]  |
| Medetbek Kerimkulow               | April 1999 – März 2005              | [ 6 ]  |
| Askarbek Salymbekow               | März 2005 – 18. August 2005         | [ 6 ]  |
| Arstanbek Nogojew                 | 18. August 2005 – 14. November 2007 | [ 6 ]  |
| Danijar Üssönow                   | 14. November 2007 – 7. Juli 2008    | [ 6 ]  |
| Nariman Tülejew                   | 7. Juli 2008 – 7. April 2010        | [ 6 ]  |
| Isa Omurkulow                     | 8. April 2010 – 4. Dezember 2013    | [ 6 ]  |
| Koubanytschbek Kulmatow           | 15. Januar 2014 – 9. Februar 2016   | [ 6 ]  |
| Albek Ibraimow                    | 27. Februar 2016 – Juli 2018        | [ 7 ]  |
| Asis Surakmatow                   | 8. August 2018 – 20. Oktober 2020   |        |
| Nariman Tülejew (zweite Amtszeit) | 20. Oktober 2020 – 22. Oktober 2020 | [ 8 ]  |
| Balbak Tülobajew                  | 22. Oktober 2020 – 26. August 2021  |        |
| Aibek Dschunuschalijew            | 26. August 2021 – 24. Februar 2022  | [ 9 ]  |
| Emilbek Abdykadyrow               | 24. Februar 2022 – 31. Oktober 2023 | [ 10 ] |
| Aibek Dschunuschalijew            | seit 31. Oktober 2023               | [ 11 ] |

### Städtepartnerschaften
Bischkek pflegt folgende Städtepartnerschaften:
- Ankara, Türkei (seit 1992)
- Astana, Kasachstan (seit 2011)
- Colorado Springs, Vereinigte Staaten (seit 1994)
- Doha, Katar (seit 2014)
- Hongkong, Volksrepublik China (seit 2019)
- Izmir, Türkei (seit 1991)
- Meriden (Connecticut), Vereinigte Staaten (seit 2005)
- Minsk, Belarus (seit 2008)
- Teheran, Iran (seit 1994)
- Ürümqi, Volksrepublik China (seit 1992)

Zudem unterhält Bischkek seit 1996 freundschaftliche Beziehungen zur Oblast Tscheljabinsk in Russland.

## Bevölkerung

### Ethnische Zusammensetzung
Nach Angaben der Volkszählung aus dem Jahr 2009 sind 66 Prozent der Stadtbewohner ethnische Kirgisen. 23 Prozent sind Russen. Des Weiteren leben auch kleinere Gruppen von Uiguren, Tataren, Koreanern, Usbeken, Kasachen und Ukrainern in der Stadt. 2012 lebten darüber hinaus 2.554 ethnische Deutsche in Bischkek, was einem Anteil von 0,3 % der Stadtbevölkerung entsprach.
In der jüngeren Vergangenheit lassen sich vermehrt Chinesen aus der benachbarten Volksrepublik China in Bischkek nieder. Es handelt sich bei ihnen vorwiegend um Markthändler und Wanderarbeiter.

### Bevölkerungsentwicklung der Agglomeration
Bis 2017: UN Danach: Volkszählung 2022
| Jahr | Einwohnerzahl |
| ---- | ------------- |
| 1950 | 150.000       |
| 1960 | 236.000       |
| 1970 | 433.000       |
| 1980 | 538.000       |
| 1990 | 635.000       |
| 2000 | 766.000       |
| 2010 | 844.000       |
| 2017 | 976.000       |
| 2022 | 1.137.882     |

## Religion

### Islam
Etwa 75 % der Kirgisen sind sunnitische Muslime. In ganz Kirgisistan, aber vor allem im Norden wird der Islam locker interpretiert: Alkohol und Schweinefleisch werden offen verkauft, und nur wenige Kirgisinnen tragen Kopftücher. Viele schamanische Bräuche haben sich bis heute gehalten.
Die mit türkischer Hilfe erbaute neue Bischkeker Zentralmoschee ist die größte Mittelasiens. Sie wurde 2017 fertiggestellt.

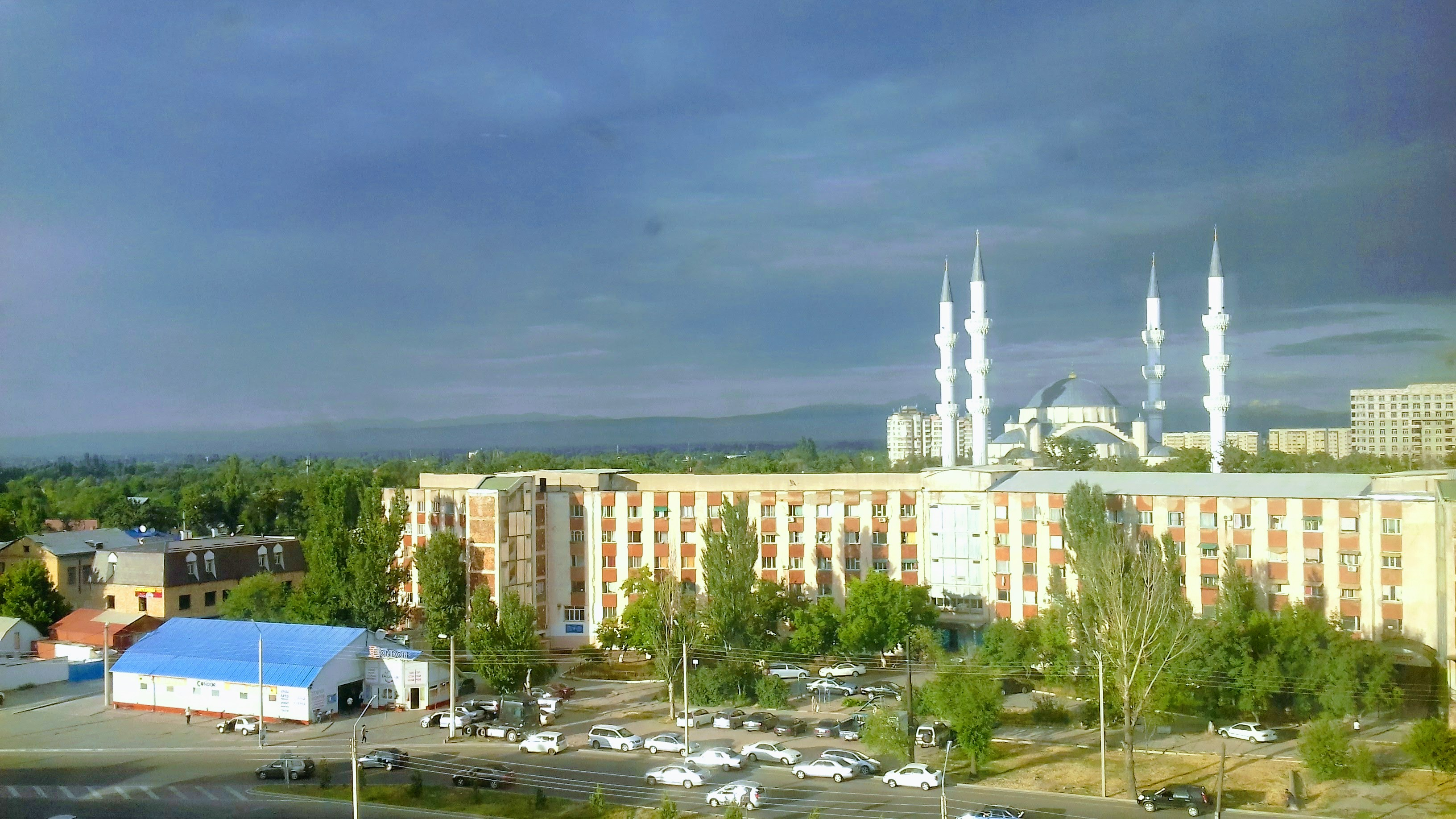
Die neue Zentralmoschee

### Christentum
Das Christentum ist nach dem Islam die zweitgrößte Religion. Der größte Teil der Christen ist russisch-orthodox.

#### Russisch-orthodoxe Kirche
Die russische Bevölkerungsminderheit gehört zu einem großen Teil der russisch-orthodoxen Kirche an. In Bischkek wurde 2015 anlässlich der 1000-Jahr-Feier von St. Wladimir die größte russisch-orthodoxe Kirche Zentralasiens, die St. Wladimir-Kathedrale, eröffnet.

#### Evangelisch-lutherische Kirche
In Bischkek besteht eine der größten evangelisch-lutherischen Gemeinden Kirgistans. Das Bethaus verfügt über die einzige Glocke, die in Kirgistan zu einem evangelisch-lutherischen Gottesdienst läutet. Hier trifft man sich zum Gottesdienst am Samstagnachmittag in kirgisischer Sprache und am Sonntagvormittag in russischer Sprache. Bis vor wenigen Jahren gab es hier auch Gottesdienste in deutscher Sprache. Auch ist das Haus Treffpunkt verschiedener Gemeindegruppen.
Dieses Bethaus wurde durch einen Brand am 27. Januar 2015 vollständig vernichtet. Am 8. April 2018 fand die Einweihung eines neuen Gotteshauses statt. Sie wurde von Bischof Alfred Eichholz im Beisein von Erzbischof Juri Nowgorodow vorgenommen.
Bischkek ist Sitz des Bischofs der Evangelisch-Lutherischen Kirche in der Kirgisischen Republik (ELKKR).

#### Römisch-katholische Kirche
Bischkek ist Sitz der römisch-katholischen Apostolischen Administratur Kirgisistan. In Kirgisistan gibt es noch etwa 1000 Katholiken. Das einzige Bethaus wurde 1969 von aus Südrussland vertriebenen Wolgadeutschen erbaut und 1981 erweitert.

## Kultur
Bischkek ist das kulturelle Zentrum des Landes und beherbergt zahlreiche Kultureinrichtungen. Zu den bekanntesten gehören das Opern- und Balletttheater Bischkek, das Kirgisische und das Russische Dramentheater Bischkek.

### Museen (Auswahl)
- Historisches Nationalmuseum (vormals Lenin-Museum)
- Frunse-Museum
- Nationales Museum für schöne Künste
- Zoologisches Museum

### Medien
In Bischkek sind zahlreiche Medienunternehmen ansässig. Der nationale Fernsehsender KTRK hat hier seinen Sitz, ebenso wie die russischsprachige Tageszeitung Wetscherni Bischkek. Die weltweit einzige dunganischsprachige Zeitung 'Huejmin bo' erscheint ebenfalls in Bischkek. Weitere Medienunternehmen sind Kloop, Akipress und Kabar.

## Wirtschaft
Bischkek ist das wirtschaftliche Zentrum des Landes. Die Stadt ist die am höchsten entwickelte Region und auch die Region mit dem höchsten Bruttoinlandsprodukt Kirgisistans. Etwa 40 % des BIP des Landes werden in Bischkek erwirtschaftet.
Im Einzelhandel dominieren noch kleine Geschäfte und Basare, werden aber zunehmend durch größere Supermärkte unter Druck gesetzt. Die beiden größten Basare des Landes, der Osch-Basar und der Dordoi-Basar, befinden sich beide in Bischkek. Der Dordoi-Basar ist aufgrund seiner enormen Größe ein wichtiger Wirtschaftsfaktor für ganz Kirgisistan und erzielt Milliardenumsätze.
Die Immobilienpreise sind in den letzten Jahren stark angestiegen. Große Teile der Bevölkerung leben in selbstgebauten Bungalows am Stadtrand oder in alten sowjetischen Plattenbauten.
Das Kraftwerk Bischkek ist das größte Kraftwerk in der Stadt und der Hauptverbraucher von Kohle in Kirgisistan.
Auch die nationale Wertpapierbörse, die Kirgisische Börse befindet sich hier.

## Verkehr

### Nahverkehr
Bischkek verfügte über ein 2024 eingestelltes Oberleitungsbusnetz (Oberleitungsbus Bischkek). Es gibt ein Omnibusnetz und zahlreiche Sammeltaxis, die sogenannten Marschrutki.

### Schienenverkehr

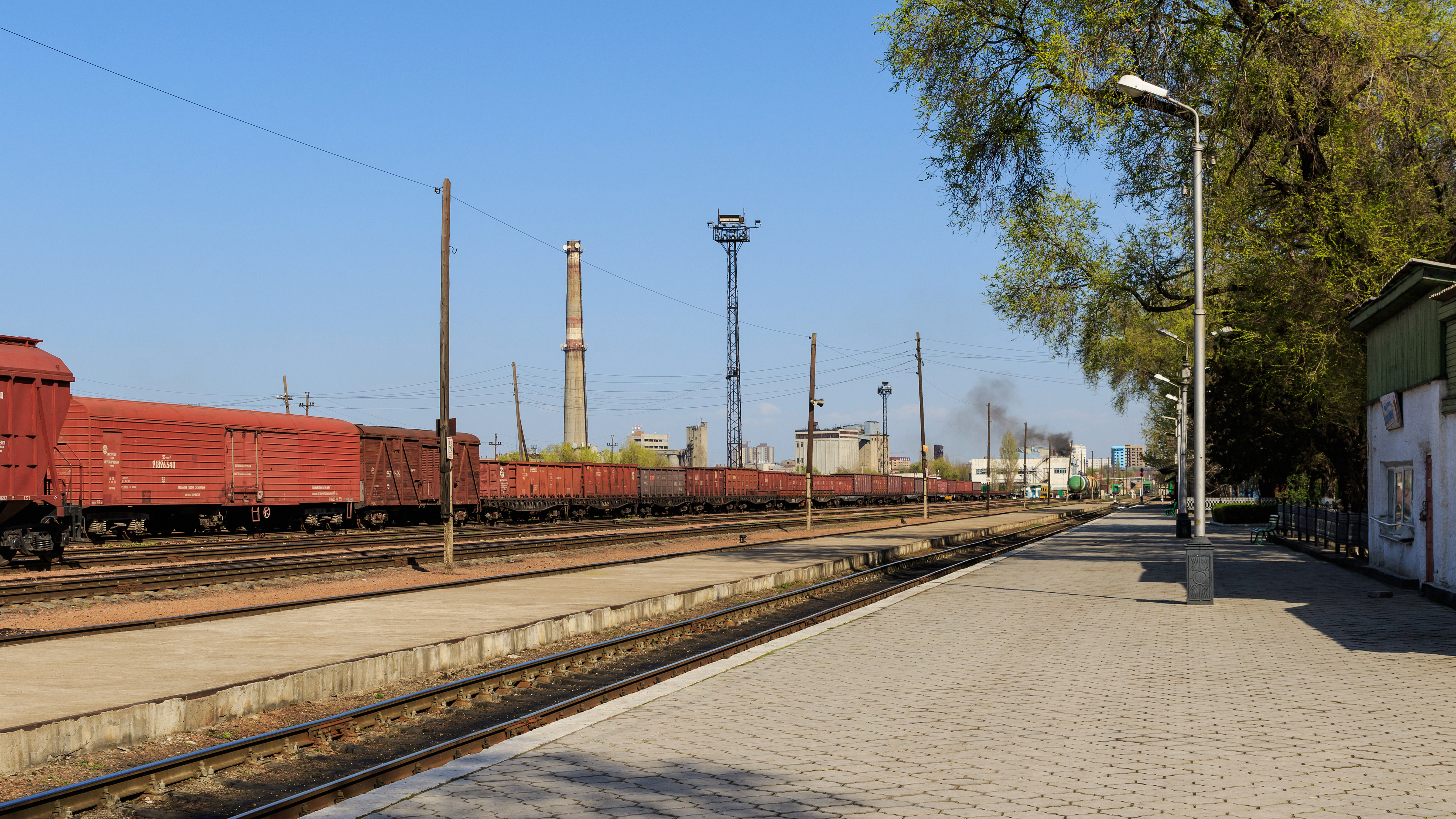
Der Bahnhof Bischkek-I.

Bischkek liegt an den Bahnstrecken von
Balyktschy und Lugowoi, die in der Stadt verbunden sind.
Bischkek besitzt 2 Bahnhöfe, Bischkek-I und Bischkek-II. Bischkek-I liegt im Westen der Stadt und Bischkek-II eher zentral. Es bestehen einige internationale Langstreckenverbindungen, wie z. B. nach Moskau. Ein Personenzug der Kirgisischen Staatsbahn von Bischkek nach Balyktschy verkehrt dreimal pro Woche. In der Badesaison von Mitte Juli bis Ende August verkehrt er täglich.

### Straßenverkehr
Bischkek liegt an mehreren Fernstraßen: Die M39 verbindet die Stadt mit Almaty im Norden und Taschkent im Westen, in Karabalta unweit der Stadt zweigt die M41 nach Süden in Richtung Osch ab. Die A366 führt zum Flughafen, die autobahnartig ausgebaute A365 verbindet Bischkek durch die Boom-Schlucht mit Balyktschy.
Wichtige Straßen sind der Erkindik-Prospekt, der den Eichenpark im Zentrum mit dem Bahnhof Bischkek-II verbindet, und der Tschüi-Prospekt, der vom Osch-Basar über den Ala-Too-Platz nach Osten führt, und der Dschibek-Dscholu-Prospekt, der die beiden Busbahnhöfe und den Alamüdün-Basar miteinander verbindet.
Es gibt einen westlichen und einen östlichen Busbahnhof, von denen Busse und Sammeltaxis ins ganze Land verkehren. Der östliche Busbahnhof ist älter, kleiner und hat eine eher regionale Bedeutung, während der westliche eine Bedeutung für das ganze Land hat. Von beiden Busbahnhöfen verkehren, neben Bussen, auch die Marschrutki.

### Luftverkehr
Der internationale Flughafen Manas (IATA-Code BSZ) liegt 28 Kilometer nordwestlich der Stadt und ist über die Autobahn A366 mit der Stadt verbunden.

## Hochschulen
In Bischkek gibt es heute mehr als ein Dutzend Hochschulen, die zum Teil aus ehemals sowjetischen Staatseinrichtungen hervorgegangen sind, zum Teil aber auch erst seit der Unabhängigkeit des Landes mit auswärtiger Unterstützung gegründet wurden, wie z. B. die Kirgisisch-Russische Slawische Universität Bischkek, die Kirgisisch-Türkische Manas-Universität oder die American University of Central Asia. Die Studierendenschaft ist in Bischkek sehr international, da der Standort auch für Studierende aus den Nachbarländern sehr attraktiv ist.
Die in Bischkek ansässigen Universitäten sind unter anderem:
- die Kirgisisch-Russische Slawische Universität Bischkek,
- die Kirgisisch-Türkische Manas-Universität,
- die American University of Central Asia,
- die Kirgisische Nationale Universität,
- die Kirgisische Technische Universität,
- die Staatliche kirgisische Universität für Bauwesen, Verkehrswesen und Architektur,
- die Internationale Universität Kirgisistan,
- die International Atatürk Alatoo University,
- die Kirgisische Staatliche I.- Arabajew-Universität,
- und die Universität für Humanwissenschaften Bischkek.

## Heraldik
Das erste Wappen Bischkeks wurde 1908 eingeführt.
Das Wappen der Stadt Frunze wurde am 22. September 1978 vom Stadtrat der Volksdeputierten genehmigt. Es war von 1978 bis 1994 das Wappen Bischkeks. 1991, nach der Umbenennung der Stadt, wurde die Inschrift „Frunse“ durch „Bischkek“ ersetzt.
Die Initiative zur Schaffung des heutigen Wappens der Stadt Bischkek ging vom ehemaligen Bürgermeister der Stadt, Felix Kulow, aus.

Wappen 1908
Wappen 1978-1991
Wappen 1991-1994
Wappen heute

## Sehenswürdigkeiten (Auswahl)

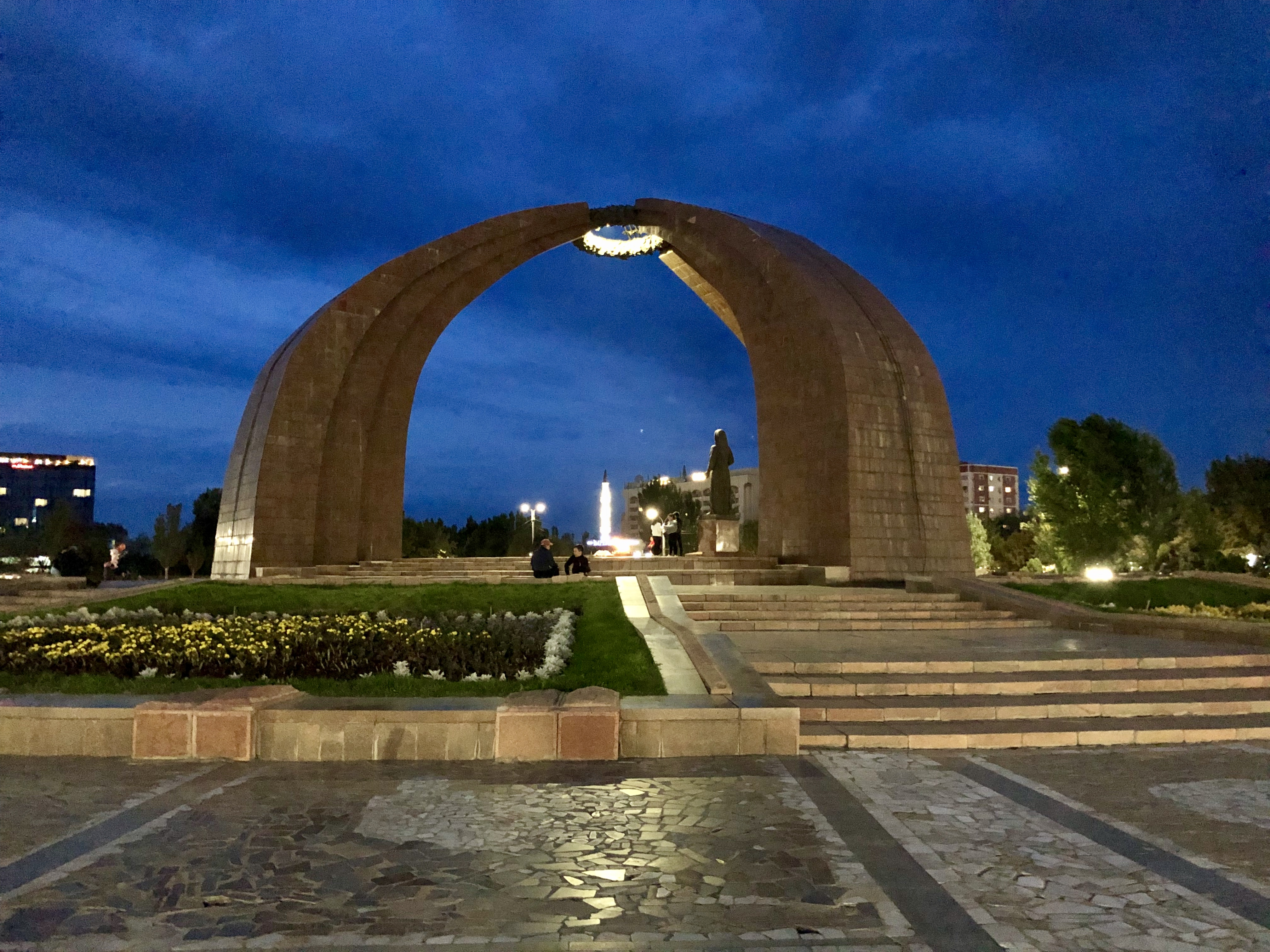
Das Mahnmal des Großen Vaterländischen Krieges

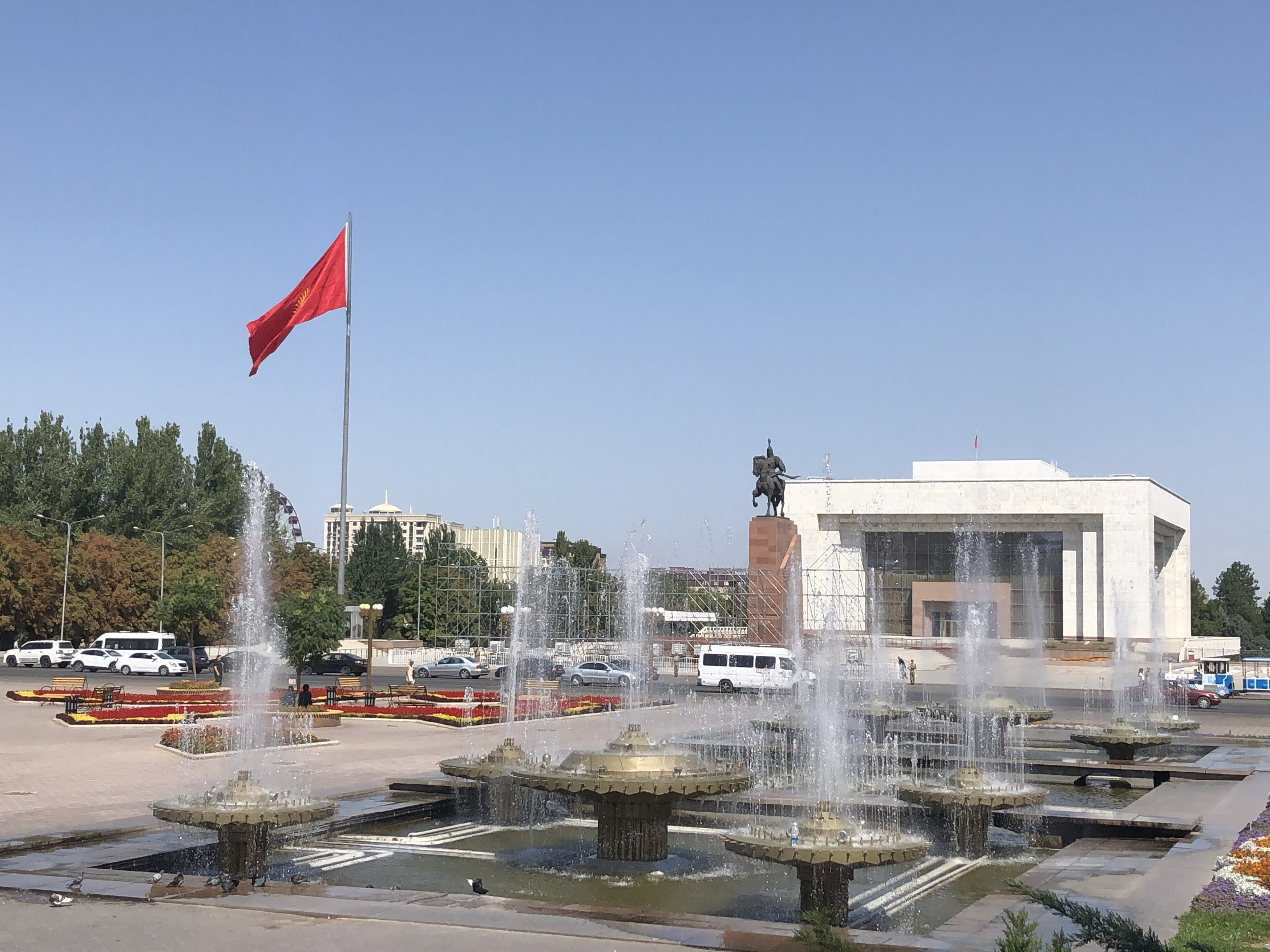
Der Ala-Too-Platz, links der Fahnenmast, in der Mitte ein Reiterstandbild von Manas vor dem Nationalen Historischen Museum

Das Weiße Haus, im Hintergrund der Panfilow-Park, links das Dölön-Ömürsakow-Stadion

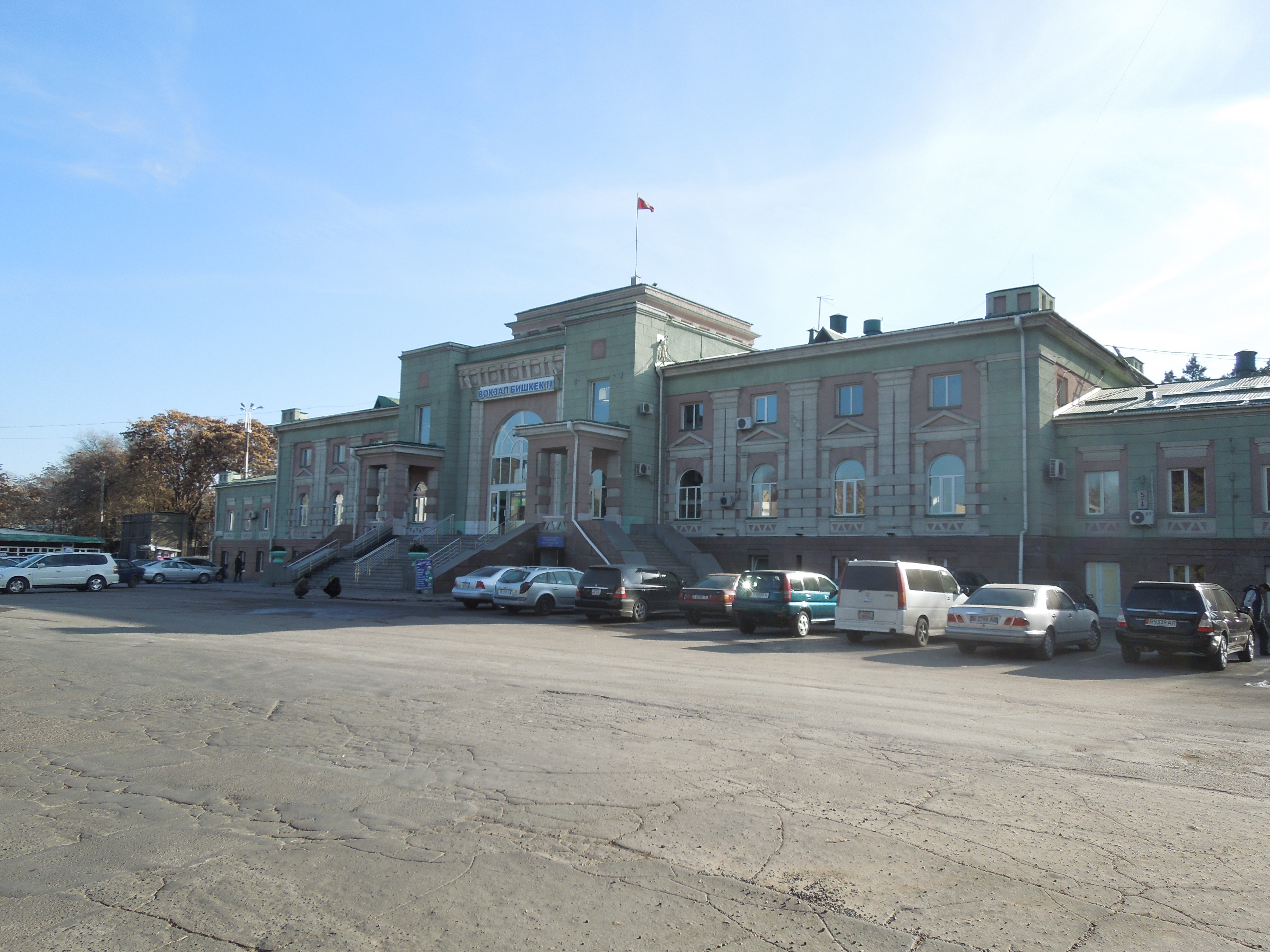
Bahnhof Bischkek-II

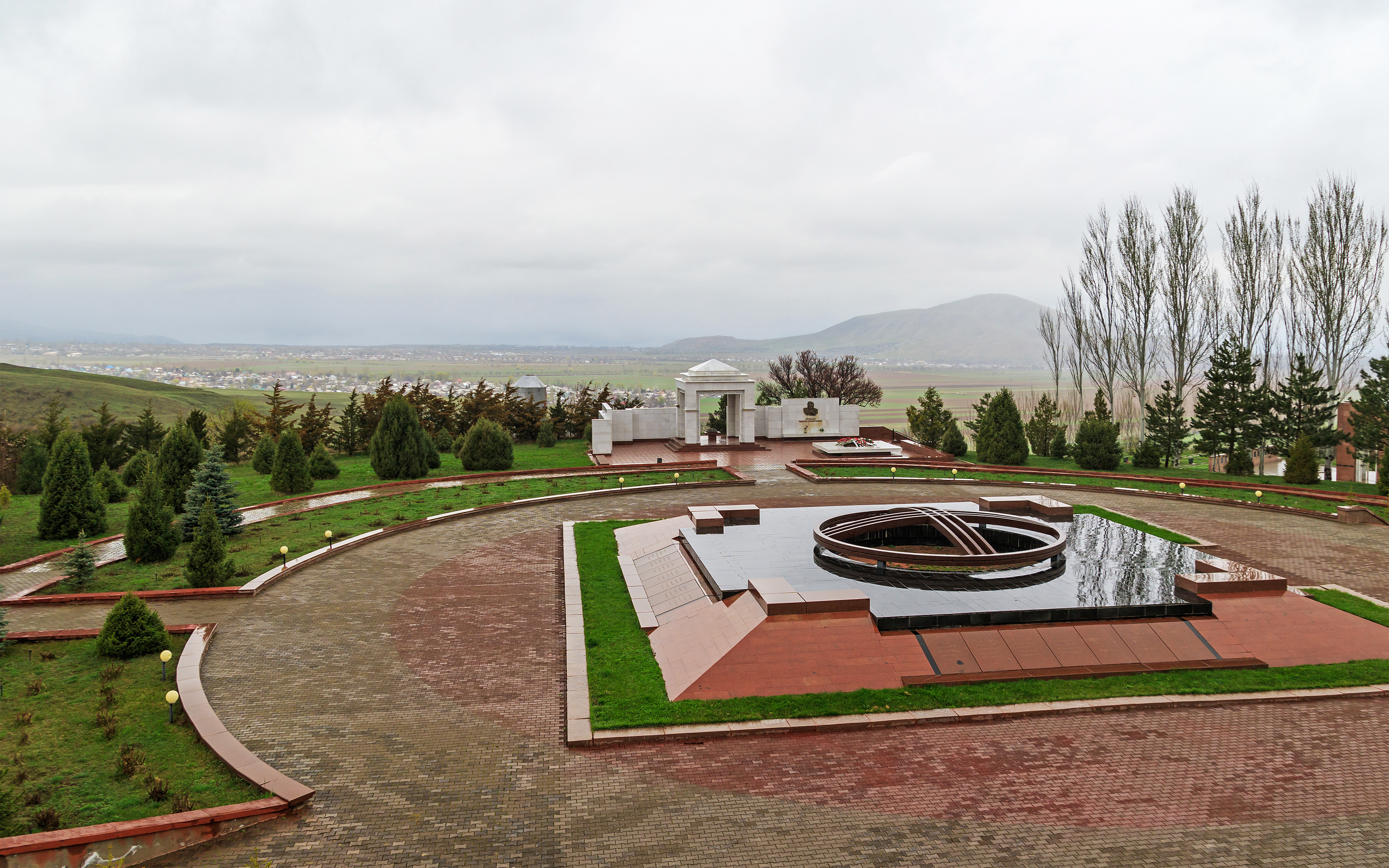
Die Gedenkstätte Ata-Bejit

- Mahnmal des großen Vaterländischen Krieges: Drei Bögen tragen einen stilisierten Tündük, die die Stützen und die Dachöffnung einer Jurte symbolisieren sollen. Sie überspannen ein ewiges Feuer mit einer Frauenfigur. Nach kirgisischer Tradition wird jedes Mal, wenn ein Familienmitglied stirbt, eine der 40 Stützen entfernt. Dass nur drei Stützen übriggeblieben sind, soll die enorme Anzahl der Opfer im Krieg symbolisieren.[34]
- Ala-Too-Platz: Der Platz im Stadtzentrum wird begrenzt vom Historischen Nationalmuseum im Norden und einem Regierungsgebäude im Süden, flankiert von marmorverkleideten Arkaden, dem Gebäude des Kulturministeriums und dem Panfilow-Park. In der Mitte des Platzes stand ein Lenin-Denkmal, das nach der Unabhängigkeit durch eine kirgisische Freiheitsstatue ersetzt wurde, die jedoch inzwischen wiederum einem Manas-Denkmal weichen musste. Neben dem Denkmal steht eine große kirgisische Flagge, die von zwei Soldaten der Nationalgarde bewacht wird.[34]
- Weißes Haus: Das in neoklassizistischen Stil gehaltene Gebäude beherbergt unter anderem das kirgisische Parlament. Es liegt westlich des Ala-Too-Platzes und ist von allen Seiten außer von Süden vom Panfilow-Park umgeben.
- Der Bahnhof Bischkek-II, vor dem ein imposantes Reiterstandbild von Frunse steht, wurde 1946 von deutschen Kriegsgefangenen erbaut und hat die Zeit bis heute praktisch unverändert überstanden. Ein Großteil der Gefangenen starb während der Bauarbeiten durch Hunger, Kälte, Überarbeitung und Krankheit und wurde in der Nähe der Baustelle verscharrt.
- Gedenkstätte Ata-Bejit: Eine Gedenk- und Grabstätte 20 Kilometer südlich der Stadt. Dort befindet sich unter anderem das Grab von Tschingis Aitmatow. Sie wurde zum Gedenken an die Stalinschen Säuberungen erbaut.

## Sport

### Fußball
In der Stadt sind die Fußballvereine Alga Bischkek, Ilbirs Bischkek und FK Dordoi Bischkek beheimatet, die alle drei in der kirgisischen Top Liga spielen. FK Dordoi Bischkek ist im Besitz der Dordoi Association, zu der auch der Dordoi-Basar gehört.
Die Finalrunde des AFC President’s Cup 2008 fand in Bischkek statt.
Der FK Dordoi Bischkek und Alga Bischkek tragen ihre Heimspiele im 23.000 Zuschauer fassenden Dölön-Ömürsakow-Stadion aus, Ilbirs Bischkek spielt im kleineren Futbol'ny Zentr FFKR. Das Dölön-Ömürsakow-Stadion fungiert auch als Nationalstadion Kirgisistans.

### Sonstige Sportarten
Bischkek war 2014 und 2016 Austragungsort des IIHF Challenge Cup of Asia Division I.
Die Dynamische-Pyramide-Weltmeisterschaft 2016 und die Kombinierte-Pyramide-Weltmeisterschaft 2012 fanden beide in Bischkek statt.